# اسکات بایو
اسکات بایو (به انگلیسی: Scott Baio) (زاده ۲۲ سپتامبر ۱۹۶۰) بازیگر آمریکایی است.
از فیلم‌های معروف او می‌توان به بازی در فیلم اسکیت‌تاون و زاپ شده! همچنین نقش اصلی در  سریال چارلز مسئول اشاره کرد.